# Agenzia di stampa della Repubblica Islamica
L'Agenzia di stampa della Repubblica Islamica o IRNA (Islamic Republic News Agency), è un'agenzia di stampa iraniana che copre le notizie nazionali e internazionali. Essa è l'organo ufficiale delle istituzioni dell'Iran.

## Storia
L'agenzia fu fondata nel 1934 dal ministero degli Affari Esteri iraniano, col nome di Pars Agency. Nel dicembre del 1981, dopo la Rivoluzione Islamica khomeinista, un decreto del Majles (il parlamento iraniano) cambiò il suo nome in Agenzia di stampa della Repubblica Islamica.
Essa propone dispacci in nove lingue: persiano, inglese, arabo, turco, spagnolo, serbo, francese, cinese mandarino e russo.

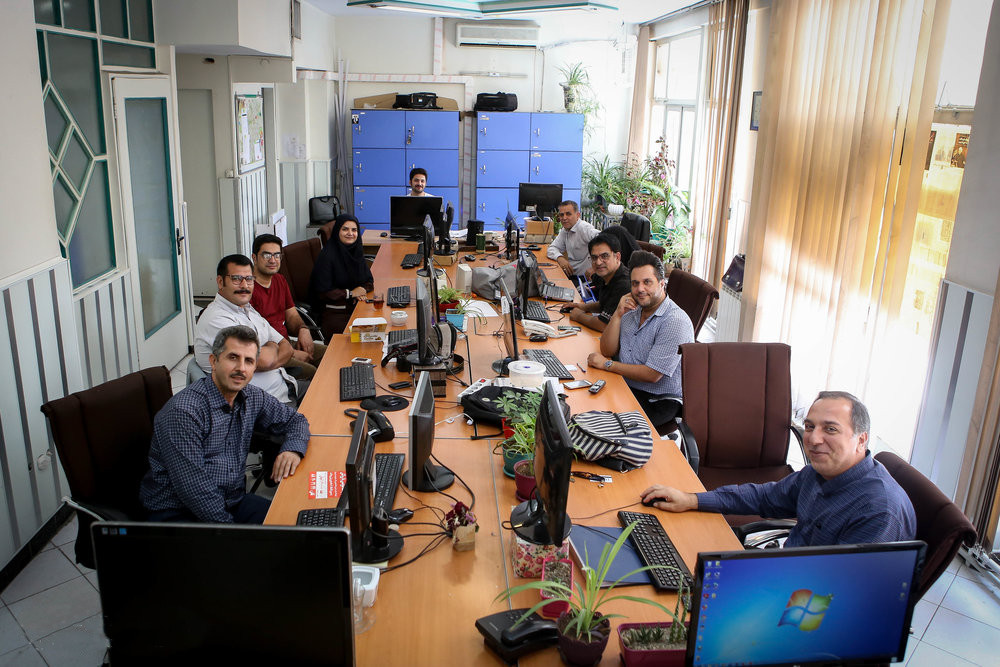
Parte dello staff nell'agenzia IRNA